# Eidfjorden
Eidfjorden er den inderste del af Hardangerfjorden og strækker sig 29 km  mod øst fra enden af Utnefjorden og starten på Sørfjorden. Eidfjorden ligger i kommunerne Ullensvang, Ulvik og Eidfjord i Vestland fylke i Norge.
Den inderste del af fjorden hedder Simadalsfjorden. På sydsiden af fjorden ligger bygderne Ringøy og Bjotveit. På den anden side af fjorden ligger Djønno. Lidt længere inde i fjorden på nordsiden ligger Vangsbygdi og øst derfor ligger Bruravik. Fra Bruravik går der færge over til Brimnes på sydsiden. Denne færgeforbindelse er en del af vejen mellem Bergen og Oslo over Hardangervidda. Ved Bruravik går Osafjorden nordøstover. Den yderste del af Osafjorden bliver også kaldt Bagnsfjorden. Videre indover gør Eidfjorden et stort sving, først mod nord og så mod syd og ind til byen Eidfjord. Fra Eidfjord går Simadalsfjorden, som er de sidste 4 km af Hardangerfjorden, mod nordøst. 